# 71-ТК

Комплект 71-TK-3 без антенно-фидерного устройства и запасного имущества

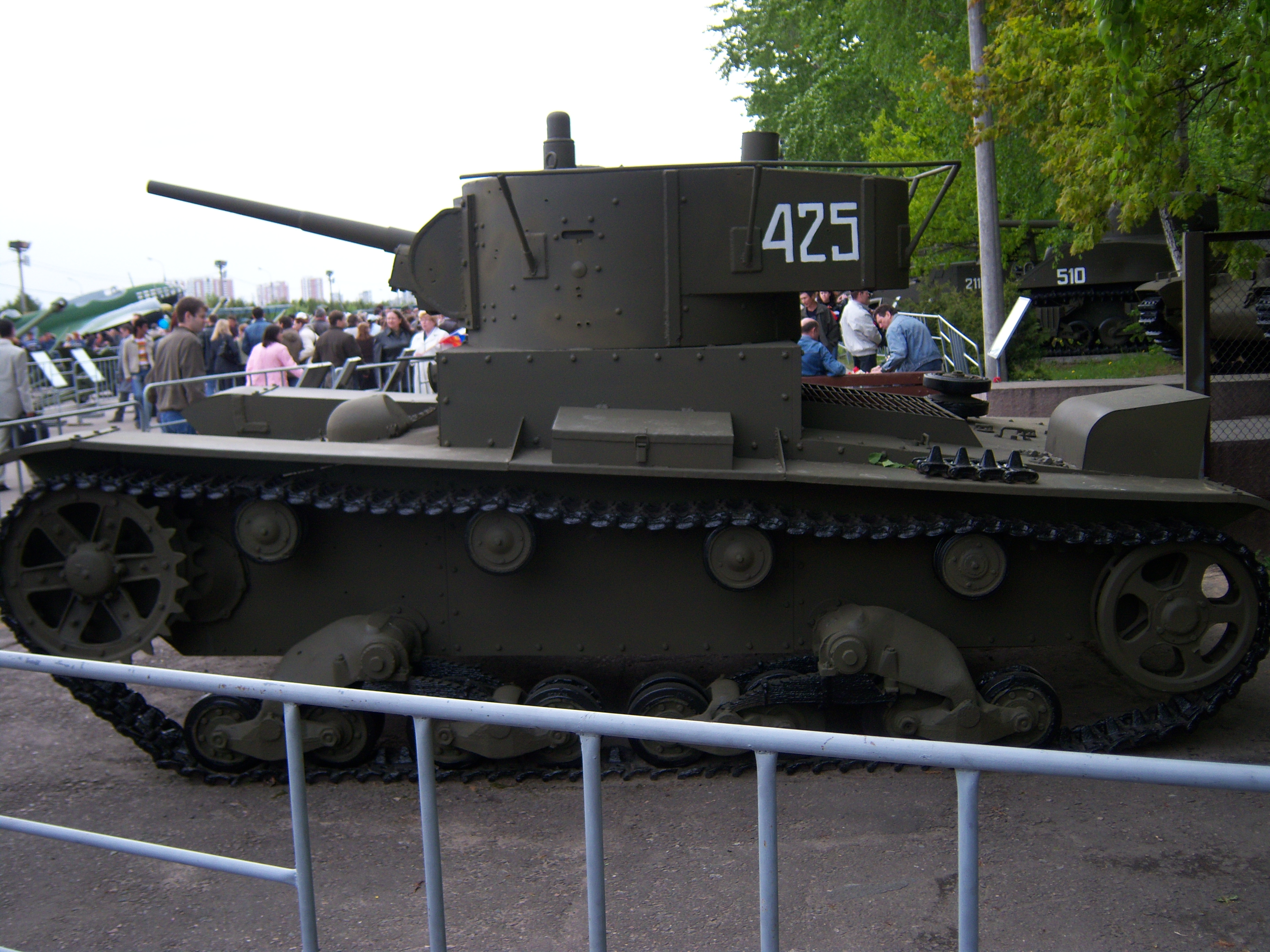
Танк Т-26 с поручневой антенной радиостанции 71-ТК-1 на башне

71-ТК — советские танковые коротковолновые радиостанции, находившиеся на вооружении с 1933 г. Применялись на большинстве советских танков всех классов выпуска до 1941 г., бронеавтомобилях, бронепоездах и других бронеобъектах.

## Историческая справка
71-ТК — первая советская танковая радиостанция. Создана в рамках утверждённой в 1931 г. «Второй системы радиовооружения войск связи РККА». Приёмник 71-ТК — один из первых приёмников супергетеродинного типа, серийно производившихся промышленностью СССР.
Станция 71-ТК разработана в 1932 г. в НИИ связи Красной Армии группой под руководством И. Г. Кляцкина (передатчик), Анцелновича (приёмник), Ф. И. Белова (изделие в целом). В 1933 г. началось серийное производство модификации 71-ТК-1 («Шакал») на заводе № 203 в Москве (завод им. Орджоникидзе). Ведущим конструктором 71-ТК всех модификаций на заводе № 203 был Е. Р. Гальперин. Параллельно разрабатывалась и испытывалась более мощная станция 72-ТК, но по результатам опытной эксплуатации выяснилось, что существенных преимуществ перед 71-ТК-1 она не имеет, и работы по ней были свёрнуты.
К началу войны промышленность производила до 400 радиостанций 71-ТК в месяц. В 1930-е г. считалось, что достаточно оснащать приёмопередающими радиостанциями только танки командиров подразделений, начиная с танкового взвода. Так, согласно постановлению Комитета обороны при СНК СССР от 14 апреля 1933 г. радиостанциями 71-ТК должны были оснащаться на заводе-изготовителе каждый пятый и шестнадцатый танки БТ-5 (а каждый пятидесятый — станцией 72-ТК). Для штабов танковых соединений (корпусов, бригад) предназначалась мобильная радиостанция РСМК. К началу 1940-х гг. доля радиофицированных танков в войсках стала значительно выше, тяжёлые танки Т-35 и КВ все имели радиостанцию.
В первые же дни войны завод № 203 прекратил выпуск 71-ТК, переключившись на другую продукцию.
К радиостанциям семейства 71-ТК в войсках предъявляли много претензий. Отмечалось, что аппаратура громоздка и занимает много места в боевом отделении, на радиофицированных танках из-за этого сокращён боекомплект; управление приёмником и передатчиком слишком сложное; станция недостаточно защищена от тряски и влаги; электрические и акустические помехи делают связь на ходу почти невозможной; реальная дальность связи намного меньше паспортной; передатчик перегревается и требует частых перерывов в работе. Эти недостатки не были полностью исправлены ни в одной модификации радиостанции.
Трофейные радиостанции в вермахте получили индексы: Funkgerät 344 (r) - russ 71 TK, Funkgerät 345 (r) - russ 71 TK 1 и Funkgerät 347 (r) - russ 71 TK 3.
С 1941 г. на смену 71-ТК начали приходить более совершенные станции 9-Р и 10-Р.

## Технические характеристики
Станция 71-ТК — приёмо-передающая, телефонно-телеграфная, приёмник и передатчик выполнены в виде отдельных устройств. Для защиты от тряски приёмник и передатчик устанавливаются на специальных рамах с амортизаторами. Станции допускают совместную работу с танковыми переговорными устройствами.

### 71-ТК
Опытный образец, серийно не производился.

### 71-ТК-1
Первый серийный вариант, выпускался с 1933 г. Устанавливался на танках Т-26, Т-28, Т-35, Т-37А, БТ-5, БТ-7, бронеавтомобилях БА-3, БА-20, бронепоездах и других бронеобъектах.
Мощность передатчика в антенне — 5…8 Вт. Дальность связи телефоном, в зависимости от типа машины, от 10 до 30 км на ходу и до 40 км на стоянке при неработающем двигателе. Передатчик питается от стартёрного аккумулятора через умформер, приёмник — от двух сухих анодных батарей напряжением по 80 В каждая и батареи щелочных аккумуляторов для питания накала ламп. Приёмник работает от одного комплекта батарей 15-20 часов. Передатчик допускает непрерывную работу в течение 30 минут, после чего необходим перерыв 20-30 минут для охлаждения.
Характерная особенность 71-ТК-1: на танках и бронеавтомобилях применялась комбинация из штыревой и поручневой антенны. Последняя представляла собой полукольцо из металлической трубы, закреплённое вокруг башни на изолирующих кронштейнах (на танках Т-37РТ антенна крепилась на надгусеничных полках). Как оказалось, в боевых условиях такая антенна демаскирует радиофицированные командирские машины, и противник может сосредоточить на них огонь противотанковых средств. В ходе дальнейших модернизаций от поручневой антенны отказались в пользу штыревой.
Стоимость радиостанции с ЗИП в ценах 1940 года — 2100 руб.

### 71-ТК-2
Образец 1935 г. с несколько увеличенной дальностью действия. Применялся на тех же танках, что и первая модификация, а также на КВ-1 и ИС-1.

### 71-ТК-3
Образец 1939 года. Устанавливалась на танках БТ-5, БТ-7, Т-40, Т-60, Т-34 ранних выпусков, КВ-1, КВ-2, бронеавтомобилях БА-11. Отличалась улучшенной элементной базой (в частности, применены опрессованные пластмассой слюдяные конденсаторы вместо открытых).
- Род работы: телеграф (амплитудная манипуляция) и телефон (амплитудная модуляция)
- Диапазон частот: 4,0…5,625 МГц
- Дальность связи:
  - телефоном на ходу танка — до 15 км, на стоянке — до 30 км;
  - телеграфом на стоянке — до 50 км.
- Приёмник — семиламповый супергетеродин с одним преобразованием частоты. Промежуточная частота — около 150 кГц.
- Чувствительность приёмника — не хуже 15 мкВ.
- Передатчик двухкаскадный, может работать с плавной перестройкой частоты и на фиксированных частотах с кварцевой стабилизацией.
- Мощность передатчика в антенне в телеграфном режиме — 3…5 Вт
- Антенна — штыревая, разборная, высотой 4 м.
- Масса комплекта — около 60 кг.
- Источники питания:
  - при напряжении бортовой сети 12 В анодные цепи приёмника и передатчика питаются от бортсети через умформеры, накал приёмника — от аккумулятора 4НКН-10, накал передатчика — от бортовой сети;
  - для бронеобъектов с напряжением бортовой сети 6 В выпускался батарейный вариант. Анодные цепи приёмника питались от двух батарей БАС-80, передатчика — через умформер от стартёрного аккумулятора и такого же дополнительного, включённых последовательно.